# Grupo Canes II
O Grupo Canes II é uma grupo de galáxias a aproximadamente 26.1 milhões de anos-luz da Terra. O grupo reside no Superaglomerado local.